# Bláznova smrt (film)
Bláznova smrt je československý televizní kriminální film z roku 1973 natočený podle stejnojmenného detektivního románu Václava Erbena z roku 1967. Hlavní postavu kapitána Exnera ztvárnil Petr Kostka, režisérem filmu natočeného v Československé televizi byl Zdeněk Kubeček podle scénáře Vladislava Čejchana.

## Děj
V prvorepublikové kdysi honosné, ale nyní již dost zanedbané vile na malém městě žije početná rodina Krempových v čele s Josefem Krempou (hraje Jaroslav Marvan v jedné ze svých posledních rolí) a Annou Krempovou (Jiřina Štěpničková), společně s dalšími příbuznými a jedním podnájemníkem. Jeden ze synů, Jan Krempa nedávno zemřel. Kapitán Exner přijíždí na podnět jeho smrt prověřit, protože to možná nebyla nešťastná náhoda, jak se skoro všichni domnívali.
Jan Krempa trpěl těžkou schizofrenií a měl proto velké výkyvy chování, často se podivně oblékal. Přitom si ale zachoval značnou část inteligence, např. běžně četl knihy v cizích jazycích. Kromě matky ho skoro nikdo neměl rád, protože nejen členům rodiny prováděl různé zlomyslnosti a nepříjemnosti, které si zřejmě ani plně neuvědomoval. Kromě toho se mu líbily všechny předměty červené barvy, což se později ukáže velmi důležité.
Členové rodiny se chovají podivně a na příjezd kapitán Exnera reagují negativně. Ten nejprve nezjistí nic podezřelého, když si ale pečlivě prohlédne místo, kde mladý Krempa zemřel, všimne si několika nenápadných stop. Vyšetřování se rozjíždí naplno, zjistit kdo by mohl mít na jeho smrti zájem a jaký by mohl mít motiv, není vůbec jednoduché. Kapitán Exner ale trpělivě zkoumá jednotlivé stopy a indicie. Je možné, že příčiny je nutné hledat daleko v minulosti a nedá se vyloučit, že vedou k dalšímu, staršímu zločinu.

## Obsazení
| Petr Kostka        | kapitán Michal Exner       |
| Jaroslav Marvan    | Josef Krempa               |
| Jiřina Štěpničková | Marie Krempová             |
| Růžena Merunková   | Věra Krempová              |
| Václav Postránecký | Petr Krempa                |
| Taťána Fischerová  | Lída Muršová               |
| Jiří Lábus         | Erich Murš                 |
| Jiří Havel         | podnájemník Bohuslav Rubeš |
| Regina Rázlová     | Míla Léblová               |
| Bedřich Prokoš     | MUDr. Hugo Bažant          |
| Martin Liška       | MUDr. Čejchan              |
| František Vicena   | MUDr. Rous                 |
| Ivanka Devátá      | Rousová                    |
| Eduard Žemla       | poručík Vlček              |
| František Němec    | podporučík Beránek         |
| Václav Švorc       | nadporučík Čarda           |
| Adolf Filip        | nadstrážmistr Hluška       |
| Jaroslav Kotrba    | technik Arnošt Buble       |
| Zdenka Balounová   | sestra Janoušková          |
| Miroslav Nohýnek   | Jan Krempa                 |
| Blanka Blahníková  | barmankaa                  |
| Karel Fořt         | vrchní                     |

## Tvůrci a štáb
- Režie: Zdeněk Kubeček
- Námět: Václav Erben (stejnojmenný román)
- Scénář: Vladislav Čejchan
- Dramaturgie: Eva Marie Kavanová
- Hlavní kameraman: Adolf Navara
- Vedoucí výrobního štábu: Dagmar Skopcová
- Hudba: Štěpán Koníček
- Architekt: Leopold Zeman
- Výtvarník kostýmů: Lída Novotná
- Zvuk: Svatava Hrubcová
- Střih: Jiří Šebelka
- Kameramani: Stanislav Benc, Vladimír Dousek, Bohuslav Kudláček
- Masky: Miloslav Fadrhons, Miluše Mrázková
- Asistent režie: Božena Riesnerová
- Asistent výroby: Helena Morávková

## Produkční a technické údaje
- Premiéra: 24. březen 1973, I. program Československé televize (od 20:00)
- Výroba: Československá televize, studio Praha, dramatické vysílání, © 1973
- Barva: černobílý
- Jazyk: čeština
- Délka: cca 78 minut
- Formát obrazu: 4:3

## Knižní předloha
Román Bláznova smrt vyšel poprvé knižně v roce 1967 v nakladatelství Naše vojsko, edice Napětí, svazek 70 (i když ještě předtím od 29. března téhož roku vycházel na pokračování v deníku Rudé právo pod odlišným názvem Smrt Jana Krempy). Jedná se o třetí příběh, kde hlavní postavou je kapitán Exner (po románech Poklad byzantského kupce z roku 1964 a Znamení lyry z roku 1965), a druhý, který byl zfilmován (v Pokladu byzantského kupce z roku 1966 kapitána Exnera hrál Jiří Vala).

## Vrámci seriálu
Román byl znovu zfilmován v roce 2017 v rámci seriálu kapitán Exner, který vysílala televize Prima, jako poslední 11. a 12. díl (každý má délku přibližně 55 minut). Existuje ale též alternativní kratší šestidílný sestřih seriálu (jednotlivé díly přibližně 80 minut), který byl takto poprvé odvysílán v lednu až únoru 2019, rovněž na stanici Prima. Ve srovnání s knižní předlohou a původní televizní inscenací je v seriálu děj přenesen do doby jeho natáčení, takže kapitán Exner zde např. používá mobil.